# Nils Haagensen
Nils Weide Haagensen (Næstved, 20 de mayo de 1955) es un jinete danés que compitió en la modalidad de concurso completo.
Ganó una medalla de oro en el Campeonato Europeo de Concurso Completo de 1979, en la prueba individual. Participó en cinco Juegos Olímpicos de Verano, entre los años 1976 y 2000, ocupando el sexto lugar en Montreal 1976, en la prueba por equipos.

## Palmarés internacional
| Campeonato Europeo | Campeonato Europeo   | Campeonato Europeo | Campeonato Europeo |
| Año                | Lugar                | Medalla            | Categoría          |
| ------------------ | -------------------- | ------------------ | ------------------ |
| 1979               | Luhmühlen (Alemania) | Medalla de oro     | Individual         |